# Forze armate irachene
Le Forze armate irachene (in arabo القوات المسلحة العراقية‎?, al-Quwwāt al-Musallaḥa al-ʿIrāqiyya) sono le forze militari dell'Iraq. Esse si articolano nell'Esercito iracheno, nell'Aeronautica militare irachena e nella Marina militare irachena. Sono amministrate dal Ministero della Difesa.
L'Esercito iracheno, in particolare, è una delle istituzioni nazionali irachene che gode di maggior fiducia, anche se dopo il crollo del regime di Saddam Hussein hanno raggiunto un minimo di operatività solo l'arma di artiglieria e di fanteria, mentre è particolarmente impegnativa l'opera di epurazione tra i suoi ranghi di elementi del passato regime macchiatisi di vari reati, in special modo quello di corruzione.

Le forze armate irachene hanno conseguito alcuni successi a livello strategico ma hanno mostrato una fragilità tattica spiccata nel corso della maggior parte della loro storia.
Dopo l'invasione dell'Iraq del 2003, che portò alla caduta del regime di Saddam Hussein, le forze armate irachene sono state ricostruite grazie alla sostanziale assistenza degli apparati statunitensi.
Dal rafforzamento, realizzatosi il 1º gennaio del 2009 grazie all'accordo iracheno-statunitense, le forze armate irachene e le forze che fanno capo al Ministero dell'Interno iracheno sono diventate responsabili della sicurezza e del mantenimento della legge e dell'ordine pubblico in tutto l'Iraq.

## Storia
Le Forze armate irachene hanno una lunga e agitata storia, raramente fortunata. Esse furono inizialmente formate nel 1920, quando il Paese non era ancora stato affidato dalla Società delle Nazioni in Mandato di tipo A.

Sei colpi di Stato militari caratterizzarono la storia irachena tra il 1936 e il 1941. Il primo impiego contro un nemico esterno avvenne in occasione della guerra anglo-irachena del 1941, quando esse resistettero per circa un mese all'enorme preponderanza del Regno Unito, ostile all'amicizia espressa nei confronti dell'Asse dal governo nazionalista di Rashīd ʿĀlī al-Kaylānī.
Combatterono poi contro le forze ebraiche che avevano proclamato la nascita dello Stato d'Israele nella Guerra arabo-israeliana del 1948, quindi nel 1967 (Guerra dei sei giorni) e nel 1973 (Guerra dello Yom Kippur o di Ramadan). Due guerre contro le forze curde furono combattute nel 1961-70 e nel 1974-75. Un conflitto assai più esteso e prolungato fu quello della Guerra Iran-Iraq, scatenata dall'Iraq contro l'Iran nel 1980 e che si prolungò fino al 1988. Successivamente l'Iraq invase il Kuwait, avviando la Prima Guerra del Golfo del 1991, che comportò poi dure sanzioni degli Alleati e l'imposizione di no-fly zones per le forze irachene durante tutti gli anni novanta e, infine, la Guerra in Iraq del 2003.
Le forze armate dell'Iraq, inteso come Paese moderno, cominciarono ad essere formate dal Regno Unito dopo l'assunzione da parte loro del controllo dell'area successivamente al 1917. Nel marzo del 1921 la Conferenza del Cairo concordò sul fatto che un esercito iracheno fosse creato dietro le prime linee britanniche, addestrate ed equipaggiate da Londra. Re Faysal I voleva un esercito di 15-20.000 uomini. L'esercito che nacque era invece di 3.500 uomini nel 1922 (forse anche per motivi precauzionali, vista l'Insurrezione anti-britannica in Iraq del 1921), per raggiungere gli effettivi di 7.000 soldati nel 1927 e di 11.500 nel 1932. L'esercito - come in ogni paese islamico - fu uno strumento di modernizzazione sociale e culturale, grazie alla familiarizzazione con il pensiero tecnologico occidentale e alla frequentazione da parte degli ufficiali delle accademie militari dei paesi occidentali e dell'Est europeo. Nel 1931 fu istituita l'Aeronautica Militare irachena, dotata di un piccolo numero di piloti. Sei colpi di Stato militari, di maggiore o minore rilevanza, ebbero luogo tra il 1936 (guidato dal gen. curdo Bakr Sidqi) e il 1941, organizzato dal Quadrato d'oro e dal leader nazionalista Rashīd ʿĀlī al-Kaylānī. A seguito della persecuzione condotta contro le tribù ribelli assire, che culminò nel Massacro di Simele del 1932, fu introdotta una legge sulla coscrizione militare, che rafforzò l'esercito regolare a detrimento del potere tribale tradizionale degli sceicchi.
Nel 1938-1939, l'esercito iracheno fu concentrato alla frontiera col Kuwait, in nome della politica che il sovrano d'allora, Ghazi promuoveva e che aveva tra i suoi punti qualificanti l'annessione di quel paese, considerato parte storicamente integrante dell'Iraq, separato solo dai precisi interessi petroliferi e strategici britannici. Le forze del Regno Unito sconfissero nel 1941 l'esercito di Baghdad, messo in campo dal governo di Rashīd ʿĀlī al-Kaylānī in piena seconda guerra mondiale nell'illusorio tentativo di scrollarsi di dosso l'insopportabile peso colonialistico britannico, cercando un aiuto (che si rivelò debole e miope) nei nemici del momento del Commonwealth: la Germania nazista e l'Italia fascista.
Di non grande significato tattico fu l'intervento dell'esercito iracheno in occasione della guerra arabo-israeliana del 1948, malgrado il comando dell'Esercito Arabo di Liberazione fosse affidato al gen. iracheno Ismāʿīl Ṣafwat, tra i pochi ad avvedersi dell'estrema debolezza dello schieramento panarabo e a pronosticare una vittoria abbastanza facile delle forze sioniste che avrebbero poi proclamato la nascita dello Stato d'Israele.
L'Aeronautica militare irachena usò aerei britannici fino alla Rivoluzione del 14 luglio 1958, allorché il nuovo governo di Baghdad cominciò a mutare orientamento politico internazionale, avvicinandosi (ma non ideologicamente) all'Unione Sovietica. L'Iraq cominciò allora a ottenere armamento sovietico, che andò ad affiancarsi a quello britannico.
Nel 1961 le forze irachene furono nuovamente ammassate alla frontiera col Kuwait e l'Iraq espresse esplicitamente l'intenzione d'invadere l'Emirato. Un rapido dispiegamento di forze militari britanniche, con truppe di terra, di aria e di mare (la cosiddetta Operazione Vantage, bloccò ogni velleità irachena.
Impegnativo fu poi l'impiego delle forze armate irachene nella guerra interna contro i Curdi del settentrione iracheno tra il 1961 e il 1970, mentre puramente simbolica fu la loro partecipazione nella Guerra dei sei giorni del 1967.
La partecipazione a questa guerra fu limitata, principalmente a causa della lenta reazione della 3ª Divisione Corazzata, che era stata stazionata nella Giordania orientale, presso il confine con l'Iraq. La 3ª Divisione Corazzata non riuscì a organizzarsi convenientemente e a raggiungere la prima linea prima che la Giordania cessasse le operazioni militari. Inoltre la partecipazione irachena fu limitata da un bombardamento condotto da bombardieri Tu-16 su Israele, del tutto incapaci di colpire gli obiettivi assegnati, e da un contro-raid israeliano sulla base aerea H-3 Si stima che Israele abbia in quell'occasione distrutto 21 aviogetti iracheni, perdendone solo tre.
Dopo che finì la prima guerra contro i Curdi con una vittoria strategica dei Peshmerga, l'apparato militare iracheno conobbe un certo numero di cambiamenti Come prima cosa gli Iracheni giunsero alla conclusione che l'armamento e i metodi sovietici non erano funzionali alle loro necessità. L'URSS tentava di influenzare la politica irachena grazie alla consegna di armamento sovietico ma gli Iracheni capirono che, in linea di massima, l'armamento sovietico era inferiore a quello occidentale. Così, malgrado la significativa consegna di attrezzature da parte dell'URSS (messa in luce dal SIPRI Arms Transfers Database, Iraq 1973–1990), l'Iraq cominciò a muoversi per comprare equipaggiamenti militari occidentali. Acquisti dalla Francia e dal Regno Unito portarono allo schieramento di 64 caccia d'attacco Mirage F1 nel 1976, di 200 carri armati AMX-30 nel 1977 e di 200 Cascavel APC dalla Gran Bretagna nel 1978. Quello stesso anno, l'Iraq ordinò dieci fregate e corvette dall'Italia. Mentre i generali iracheni sostenevano un simile cambiamento, i paesi occidentali erano riluttanti a vendere in modo consistente i loro armamenti, anche alla luce del fatto che le armi di costruzione occidentale erano più costose di quelle sovietiche e ciò comportava un maggior impegno, non solo economico. Tuttavia molte armi occidentali furono vendute e l'allineamento iracheno alle tecniche sovietiche risultò ridotto in modo pesante. In molti casi gli Iracheni tornarono sui loro passi, riallineandosi alle dottrine militari britanniche, mentre in altri casi il risultato fu una miscela di concezioni britanniche e di concezioni sovietiche. Anche la capacità logistica irachena mutò, con l'acquisto di 2.000 mezzi di trasporto pesanti.
La partecipazione dell'Iraq nel 1973 alla Guerra del Yom Kippur (chiamata dagli arabi Guerra del Ramadan) vide schierato una forza di spedizione di 60.000 uomini, che operarono sul fronte siriano. Peraltro tale Forza di spedizione operò tutt'altro che bene. L'aeronautica nemmeno, con 26 aerei perduti su un totale di 101, senza poter annoverare alcun aereo israeliano abbattuto.

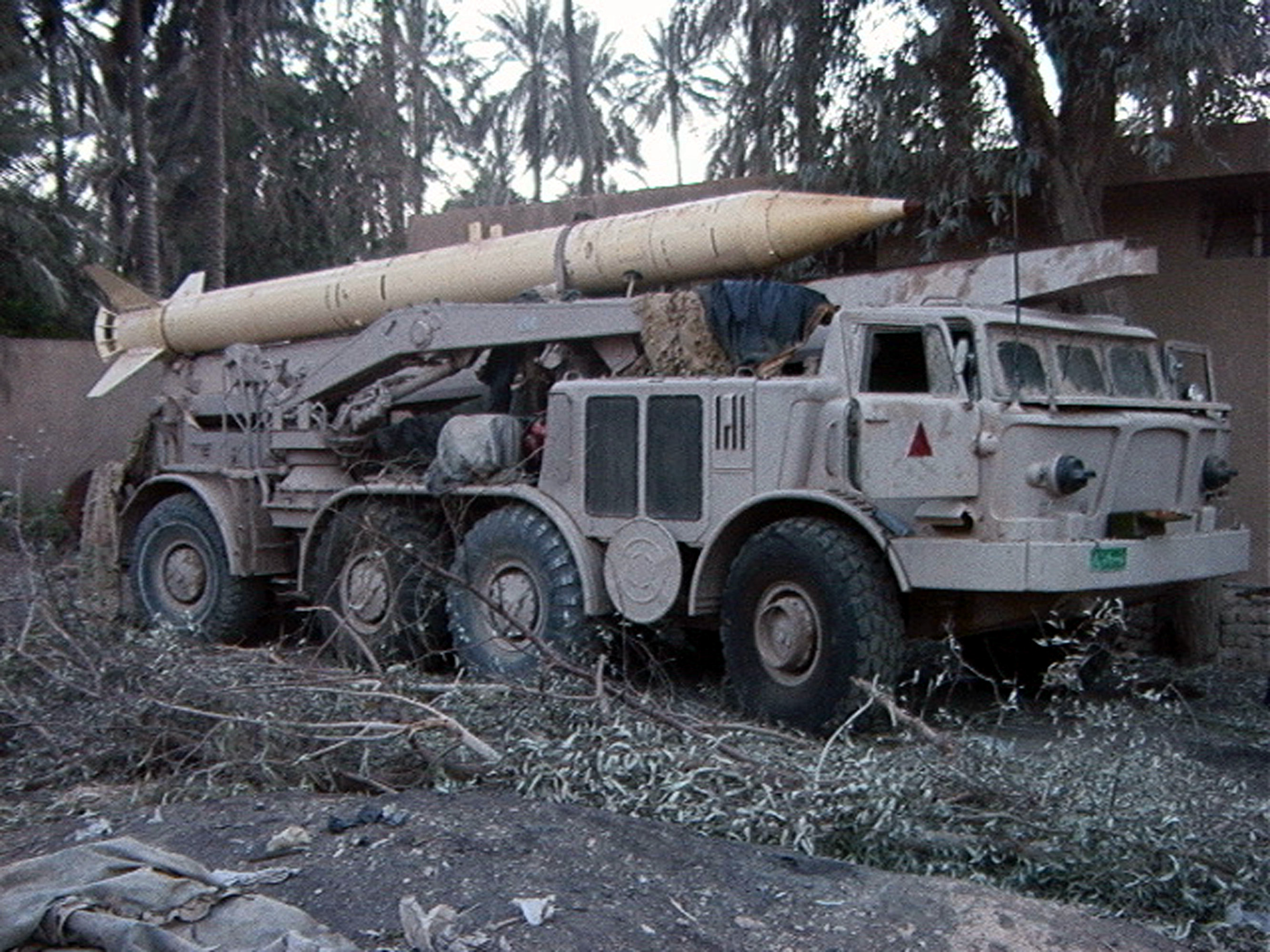
Un lanciarazzi iracheno a corto raggio di costruzione sovietica ZIL-135 FROG-7 su un TEL (Transporter Erector Launcher) 8X8 ruote motrici, catturato dai Marines dell'US Marine Corps (USMC) nel corso dell'Operazione Iraqi Freedom

I Curdi avviarono la seconda guerra curda del 1974-75. La guerra finì con una disfatta curda dopo che gli Accordi di Algeri tra Iran e Iraq fece cessare gli aiuti del primo ai Curdi, in funzione anti-irachena. Dal 1973 al 1980, Saddam Hussein tolse alle forze armate i compiti di garanzia della sicurezza interna, affidando quest'ultima a una serie di formazioni paramilitari politicamente più prone ai suoi voleri, come ad esempio l'Esercito Popolare Iracheno. Saddam inoltre rese fragile la catena di comando e la capacità operativa delle forze armate rimuovendo gli ufficiali meno politicizzati e immettendo al loro posto ufficiali pronti ad allinearsi al suo volere. In tal modo il rateo d'incompetenza si accrebbe in misura notevole. (Pollack 2002, 182-183)

### Guerra del Golfo

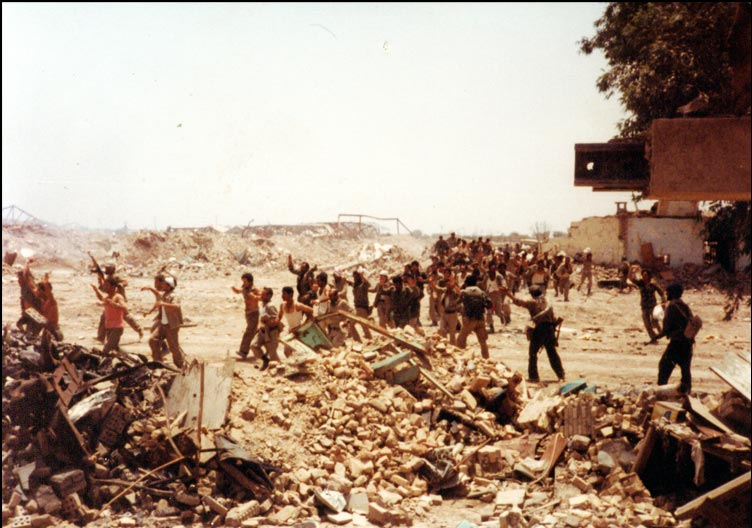
Un gruppo dei 19.000 demoralizzati soldati iracheni catturati nel corso della riconquista iraniana di Khorramshahr nel corso del 1982

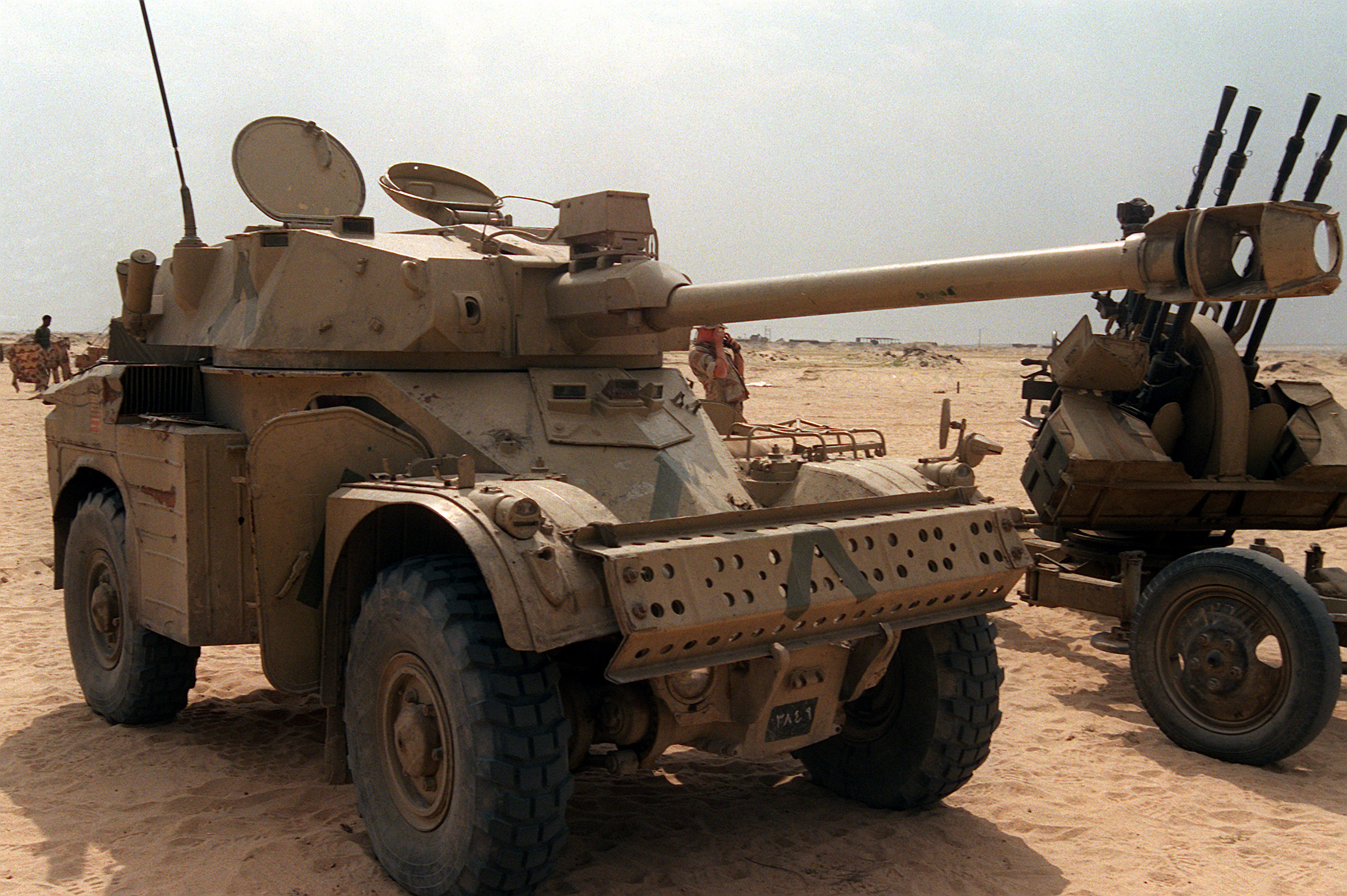
Un Panhard AML-90 iracheno catturato dagli iraniani nel 1991

Il governo di Saddam Hussein scatenò la guerra contro l'Iran il 22 settembre del 1980, con un'invasione della regione del Khūzestān. Dopo otto anni di feroci combattimenti, una serie di disperate offensive irachene nel 1988 obbligò l'Iran ad accettare un cessate il fuoco che fino a poco prima avevano sdegnosamente respinto. Malgrado l'evidente crescita di difficoltà da parte irachena, la sensazione che gli Stati Uniti fossero discretamente dalla parte irachena, se non altro per odio verso il regime degli Ayatollah, convinse gli iraniani a non ottenere più sul campo una vittoria che fosse anche tattica, oltre quella strategica ormai evidentemente conseguita (Pollack 2002, 182-3, 228-229), La guerra con l'Iran finì nel 1988, dopo che Baghdad aver dispiegato sul campo la quarta più consistente forza militare combattente di tutti i tempi: 49 divisioni terrestri, 6 divisioni della Guardia Repubblicana (formazioni d'élite), 513 aerei da combattimento dell'Aeronautica militare e una piccola flotta della Marina Militare irachena. Questa Forza era stata costituita con fondi elargiti dai Paesi arabi del Golfo Persico e con miliardi di dollari di aiuti concessi dal Dipartimento di Stato statunitense per sostenere la guerra scatenata dall'Iraq contro l'Iran.

### L'invasione del Kuwait e la Guerra del Golfo del 1991
Saddam Hussein impegnò anche grandi risorse nella Guardia Repubblicana. Le perdite durante la Guerra del Golfo subite dal superiore armamento e addestramento statunitense e della coalizione alleata comportò la riduzione delle forze di terra a 23 divisioni e delle forze aeree a meno di 300 velivoli. L'Esercito Popolare Iracheno si sbandò semplicemente e le sanzioni militari ed economiche che l'Iraq dovette subire impedirono al paese arabo di ricostruire convenientemente il proprio potenziale offensivo. Quanto fu possibile fare fu concentrato sulla Guardia Repubblicana, ideologicamente più affidabile, in quanto prona ai voleri del dittatore iracheno e sulla nuova Guardia Repubblicana Speciale, creata subito dopo la fine del disastroso conflitto. L'Iraq mantenne uno standard numerico di circa 375.000 uomini in armi, comprendendovi anche il personale della Direzione Generale dell'Intelligence Militare (Mudīriyyat al-Istikhabarāt al-ʿAskariyya al-ʿAmma).

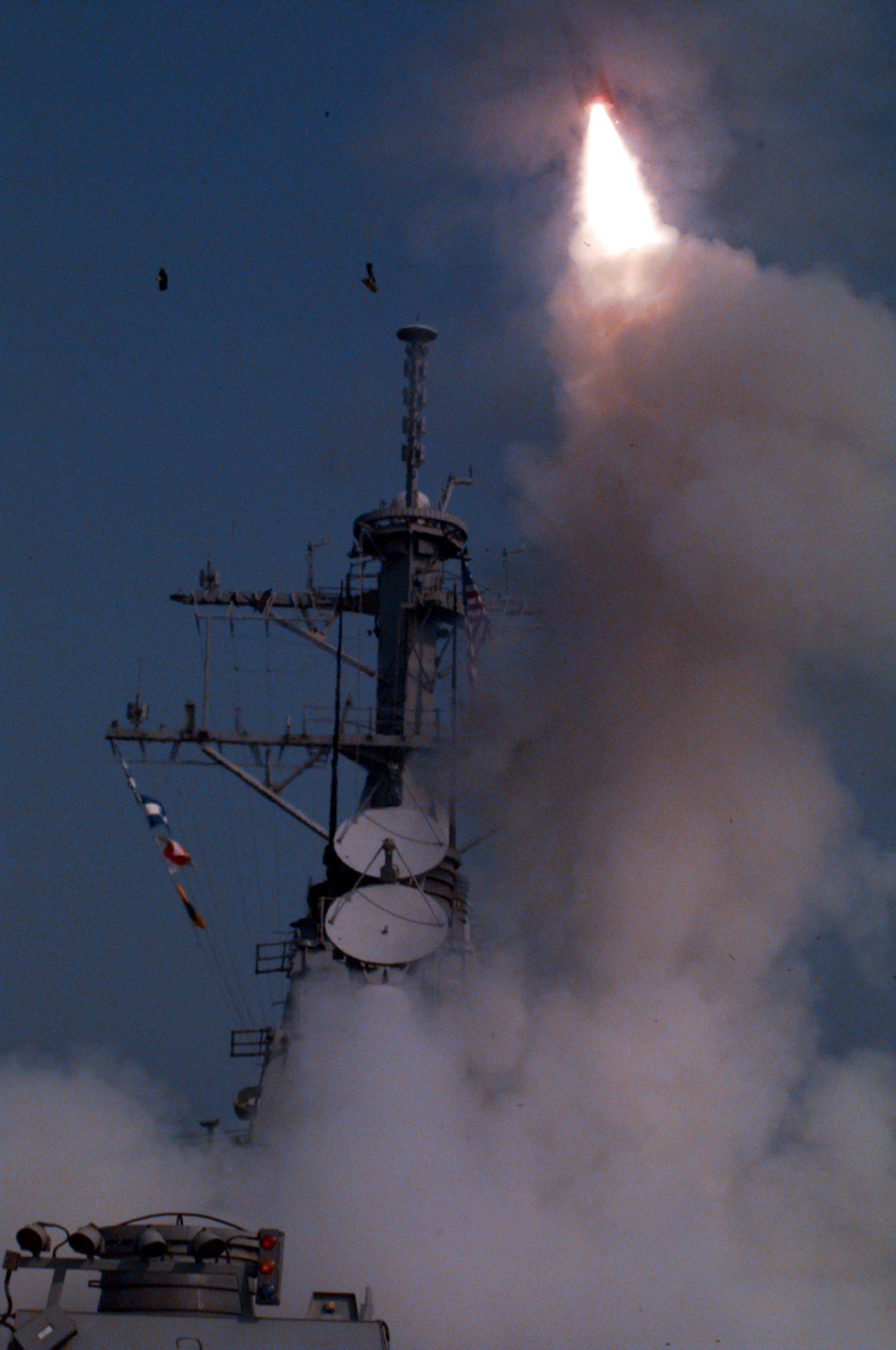
Uno degli 8 missili cruise lanciati dall'incrociatore statunitense USS Laboon (DDG-58) all'alba del 3 settembre del 1996

Nel corso degli anni novanta, le forze armate irachene furono impiegate assai impropriamente per reprimere le insurrezioni in Iraq del 1991, che comportarono la fuga nel nord iracheno di un gran numero di persone. Gli USA lanciarono allora la Operazione Provide Comfort con gli Alleati per fornire assistenza a quei rifugiati. Ciò comportò alcuni confronti armati con le forze militari di Ṣaddām. Le no-fly zones furono istituite in parte proprio per portare a termine queste operazioni umanitarie. L'Operazione Southern Watch garantiva il divieto d'impiego di velivoli iracheni nel sud del Paese, lì dove sono maggioritari gli sciiti, mentre l'Operazione Northern Watch garantiva lo stesso fine nel nord, in area a maggioranza curda. Come conseguenza di azioni irachene, Missili da crociera colpirono l'Iraq nel giugno del 1993. Il Kuwait fu poi ancora minacciato da divisioni della Guardia Repubblicana nell'ottobre del 1994, col risultato di spingere gli USA a garantire una maggior protezione all'Emirato con l'Operazione Vigilant Warrior. L'Operazione Vigilant Sentinel fu nel luglio del 1995 un'operazione della stessa natura. Vari Missili da crociera furono lanciati contro le forze saddamiste nel 1996 e l'Iraq fu ancora bombardato nel 1998 nell'Operazione Desert Fox. Non appena i preparativi statunitensi per un attacco all'Iraq cominciarono ad accelerarsi nel 2002, l'Operazione Southern Focus fu lanciata, per distruggere le difese aeree irachene nelle regioni meridionali del Paese.

### Invasione dell'Iraq (2003)
Negli anni ottanta e Novanta, l'Iraq costruì e usò un arsenale di armi chimiche e biologiche, alcune delle quali si disse provenissero dagli Stati Uniti. Una risoluzione del Consiglio di Sicurezza delle Nazioni Unite impose la distruzione di tali armi. Dopo una lunga e problematica serie di ispezioni, la maggior parte delle armi fu effettivamente distrutta e gli impianti sigillati dal personale dell'ONU a ciò delegato. Un nuovo giro d'ispezioni fu portato a termine ai primi del 2003 da uno staff delle Nazioni Unite, coordinato da Hans Blix, che effettuò ulteriori ricerche per scoprire eventuali altri siti di armi messe al bando ma nulla fu scoperto. Tuttavia l'Amministrazione Bush seguitò a denunciare la presenza di "armi di distruzioni di massa" senza portare alcuna prova in merito e decise comunque, e contro il parere della maggior parte degli Stati dell'ONU, di aggredire l'Iraq per abbattere il regime dittatoriale di Saddam Husayn, lanciando un ultimatum perché l'Iraq distruggesse le sue armi di distruzione di massa che fu poi successivamente dimostrato al di là di ogni ragionevole dubbio essere del tutto inesistenti.
Il governo di Saddam non rispose all'ultimatum e il 19 marzo 2003, le forze militari disposte dallo United States Central Command (USCENTCOM), appoggiate da quelle del Regno Unito del Laburista Tony Blair e dalla Polonia postcomunista, invasero l'Iraq. Il conflitto fu risolto rapidamente in favore del soverchiante apparato militare anti-saddamista e il regime di Saddam fu distrutto e il suo esercito sbandato. Nel meridione iracheno il V Corpo statunitense e la I Forza di Spedizione dei Marines, inclusa una divisione corazzata britannica, mandarono in rotta il 3º Corpo iracheno, la Guardia Repubblicana e i Fedayyin Saddam. Nel settentrione, la Task Force Viking, una task force operativa speciale, sgominò il 1º e il 5º Corpo iracheno e attaccò elementi della Guardia Repubblicana. Ebbero luogo anche alcune importanti battaglia, come la Battaglia di Nasiriyya e la Battaglia di Baghdad. Dopo l'invasione fu istituita un'Autorità Provvisoria di Coalizione per amministrare l'Iraq del dopo-Saddam.

### Nuove Forze Armate irachene

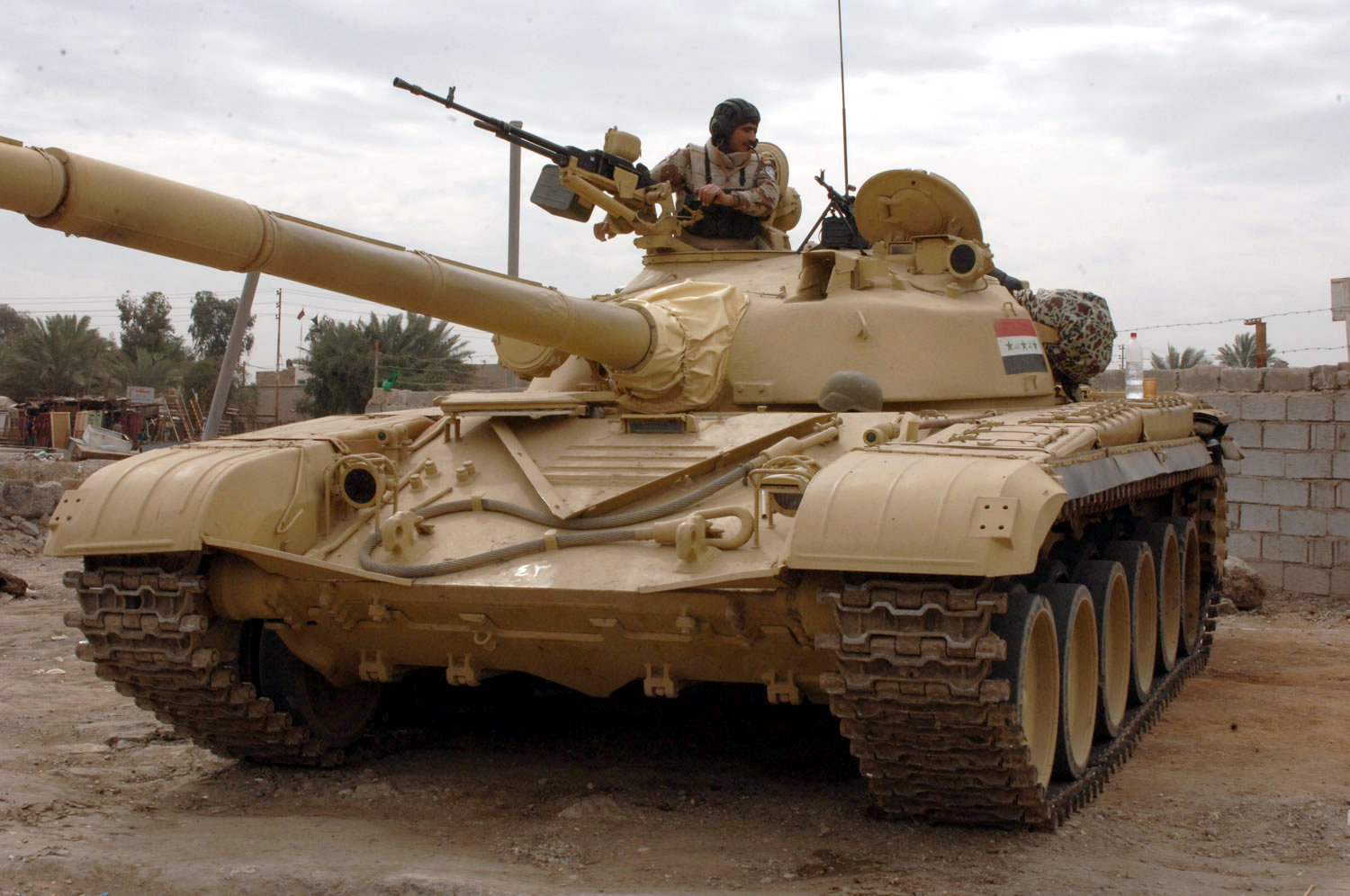
Un T-72 del nuovo Esercito iracheno

L'apparato militare iracheno fu disciolto dal governatore civile Lewis Paul Bremer e parimenti avvenne col Ministero della Difesa iracheno, poco dopo l'invasione anglo-polacco-americana, in base all'Ordinanza n. 2 del 23 maggio 2003 dell'Autorità Provvisoria.
Il 25 giugno 2003 alla Vinnell Corporation fu assegnato un contratto mirante all'addestramento dei primi nove battaglioni, o 9.000 reclute dei 44.000 effettivi di cui si doveva comporre il "Nuovo Esercito iracheno". Responsabile dell'addestramento era il Maggior generale Paul Eaton.

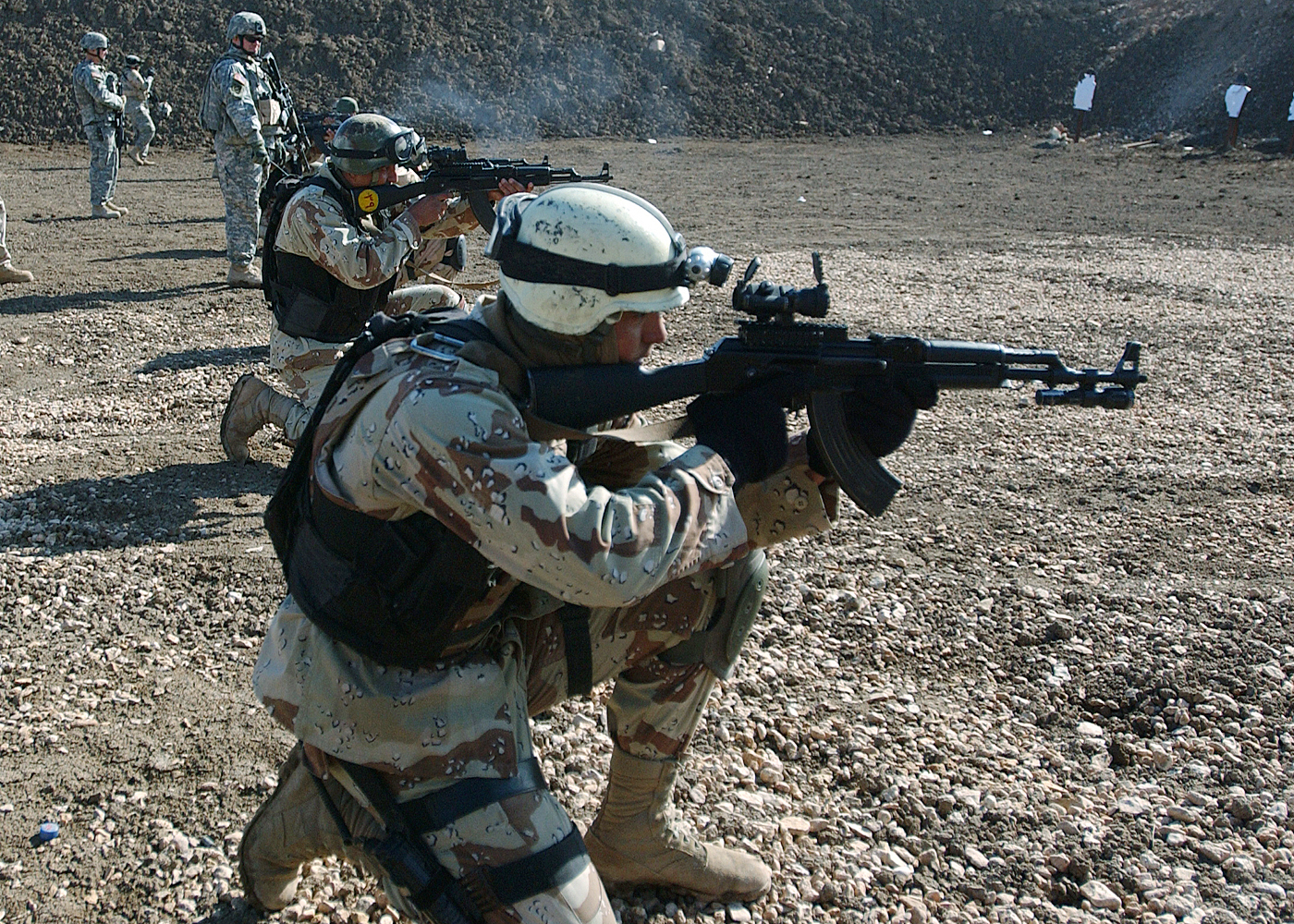
Soldati iracheni - armati con la versione egiziana del fucile mitragliatore d'assalto AKM, costruito dall'Officina 54 della Compagnia per Industrie Ingegneristiche Maadi del Cairo - durante un'esercitazione a fuoco ad al-Hilla

Il 3 settembre 2003 l'Ordinanza n. 28 dell'Autorità Provvisoria di Coalizione istituì il Corpo di Difesa Civile Iracheno per assicurare temporaneamente la sicurezza e i servizi d'emergenza all'Iraq, come completamento delle operazioni condotte dalla Coalizione delle forze militari nel Paese.
Nell'aprile del 2004 un battaglione iracheno rifiutò di affrontare in combattimento i "rivoltosi" (insurgents) a Falluja. Subito dopo la struttura militare statunitense in Iraq fu riorganizzata. Una Forza MultiNazionale-Iraq (MNF-I) fu creata e affidata al gen. George W. Casey, Jr. Per le nuove Forze Armate irachene la mossa più importante fu la creazione di un Comando Multinazionale di Sicurezza-Iraq (MNSTC-I) come comando subordinato alla MNF-I, sotto il comando del Mag. gen. David Petraeus. Al MNSTC-I fu affidato il compito di ricostruire le nuove Forze Armate irachene, così come altre forze di sicurezza. Un nuovo piano prevedeva come risultato finale la costituzione di dieci divisioni irachene.
Il 22 aprile 2004 con l'Ordinanza n. 73 dell'Autorità Provvisoria di Coalizione, tutto il personale, gli impianti e le attrezzature del Corpo di Difesa Civile Iracheno è stato assegnato al Ministero della Difesa iracheno come componente delle Forze Armate irachene.
Dopo lo scioglimento dell'Autorità Provvisoria di Coalizione il 28 giugno 2004, la Coalizione è comunque rimasta in Iraq su richiesta del logicamente filo-americano Governo federale iracheno e sotto Mandato delle Nazioni Unite per aiutare il governo dell'Iraq a sviluppare un proprio apparato di sicurezza interna contro le azioni terroristiche dei rivoltosi. Per il periodo successivo all'invasione USA, le forze armate statunitensi sono state viste come un'entità combattente convenzionale più che come un'entità di contrasto delle azioni spesso di stampo terroristico dei ribelli. Dopo aver rivisto la strategia militare successiva all'invasione dell'Iraq, alla fine del 2004 il Generale Casey ha guidato le forze della Coalizione non limitandole più al contrasto dei ribelli ma per l'addestramento delle reclute del nuovo esercito iracheno. Questa è stata la strategia fino al 2006.

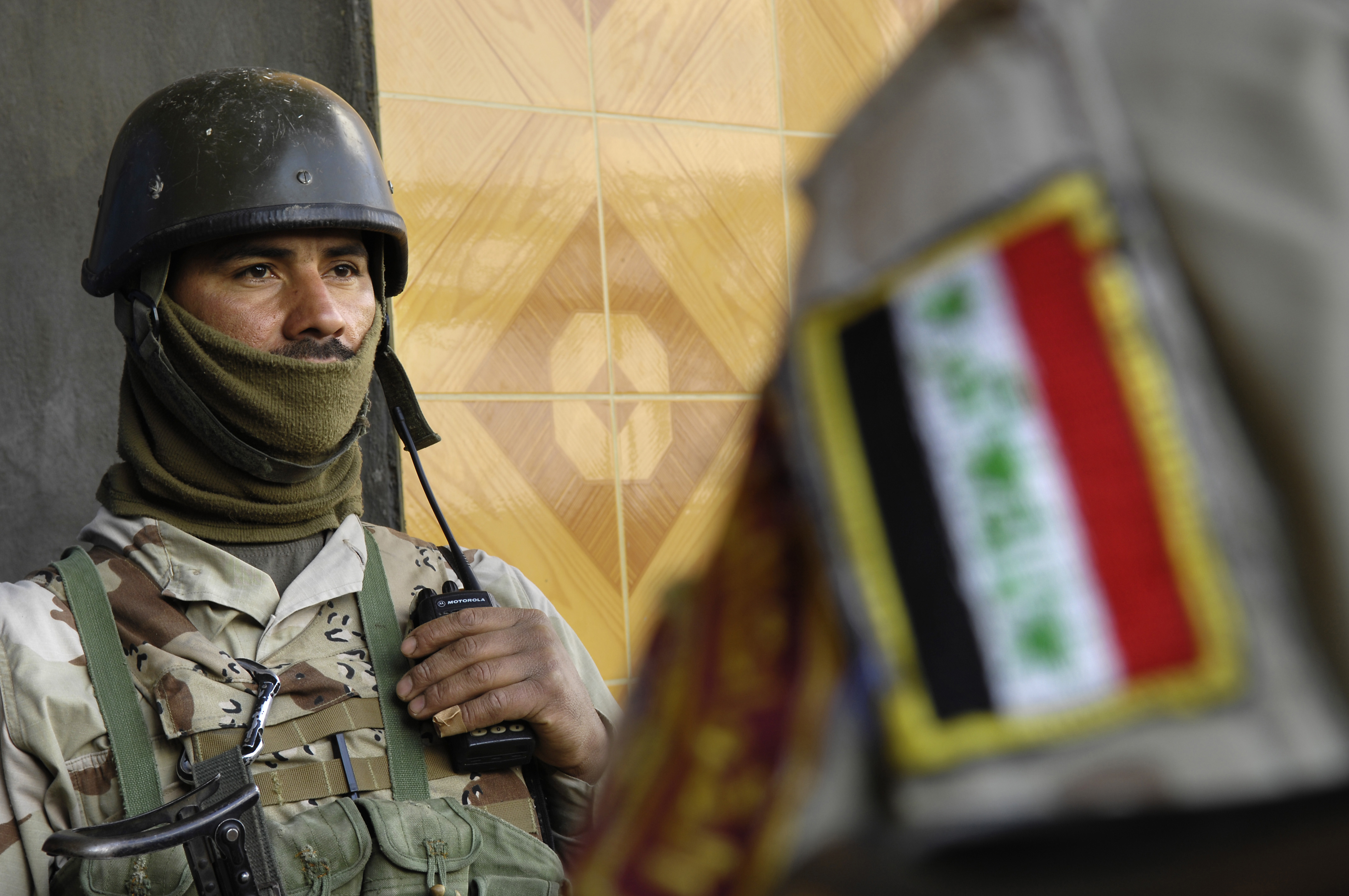
Soldati del 4º battaglione, 2ª brigata, 5ª divisione (Buhriz, 31 gennaio 2007).

Dopo le elezioni nazionali del dicembre 2005, tuttavia, I ribelli anti-governativi hanno mutato strategia, operando non più come resistenza all'occupazione anglo-americana (e dei loro alleati minori) ma come opposizione settaria. Accelerata dall'attentato alla moschea al-Askari del febbraio 2006, i livelli di violenza settaria sono drammaticamente cresciuti e la sicurezza del Paese ne ha grandemente risentito. Baghdad ha conosciuto un ciclo di violenze settarie, alle quali non è sembrata estranea al-Qa'ida che opera attraverso alcune formazioni sunnite che hanno risposto con attentati-suicidi nei distretti sciiti alle azioni terroristiche delle milizie sciite nei distretti sunniti della capitale.
Fu evidente che le Forze Armate irachene e le varie forze del Ministero degli Interni non erano in grado di mettere un freno alla violenza settaria e di proteggere la popolazione, tanto che la Forza MultiNazionale-Iraq fu costretta a rivedere i piani per una transizione sicura. Sebbene le forze irachene avessero ricevuto un addestramento iniziale e fossero state equipaggiate convenientemente, esse non svilupparono le capacità necessarie per realizzare i loro obiettivi e fronteggiare in modo soddisfacente le operazioni per contrastare i ribelli. Vi furono anche dissensi a livello ministeriale tra il Ministero degli Interni e quello della Difesa. I ministeri non avevano la possibilità di dare man forte alle loro forze in termini di logistica, d'intelligence, di comunicazioni e di approvvigionamenti. L'aumento delle truppe nel 2007 ha permesso di ottenere del tempo necessario allo sviluppo dell'addestramento e delle capacità di leadership delle Forze di sicurezza irachene, come anche una maggiore collaborazione con le altre unità. Nel giugno 2007 il comandante dell'Iraqi Assistance Group Dana Pittard affermò che la forza di coalizione non poteva tracciare il percorso troppo velocemente e che per il passaggio delle responsabilità ci sarebbe voluto del tempo.
Nel luglio 2006 il Governatorato di al-Muthanna passò sotto il controllo dell'Iraq, divenendo il primo territorio ad ottenere tale status. Dal settembre 2006 all'ottobre 2008 dodici governatorati tornarono sotto controllo iracheno.
L'esercito iracheno portò avanti la sua prima operazione di alto livello, sotto il profilo sia dell'organizzazione che dell'esecuzione, il 25 marzo 2008 per la Battaglia di Bassora; la forza di coalizione fornì supporto soltanto nel settore aereo, nella logistica e come consigli. Una brigata britannica di fanteria stazionò all'aeroporto di Bosra ma non intervenne.
Il 1º gennaio 2009 il processo di Controllo provinciale iracheno venne sostituito dall'Accordo sulla sicurezza Iraq-USA, il quale trasferì tutte le responsabilità in materia di sicurezza provinciale al governo iracheno. Come risultato, cinque provincie furono trasferite in una volta sola.
Questa nuova struttura ha tuttavia dimostrato una profonda debolezza al suo primo scontro diretto: infatti, nel giugno del 2014, grazie alla scarsa resistenza dei reparti di fronte all'avanzata dei terroristi, lo Stato Islamico si è appropriato di ingenti quantità di armamenti e attrezzature, compresi blindati Humvee e Carri T-72, oltre a fare migliaia di prigionieri, di cui molti giustiziati sommariamente.

## Disciplina normativa
L'articolo 9 della Costituzione dell'Iraq stabilisce le basi legali delle Forze armate irachene.
Molte delle espressioni dell'art. 9 riprendono l'art. 27 del Codice Amministrativo provvisorio del 2004.

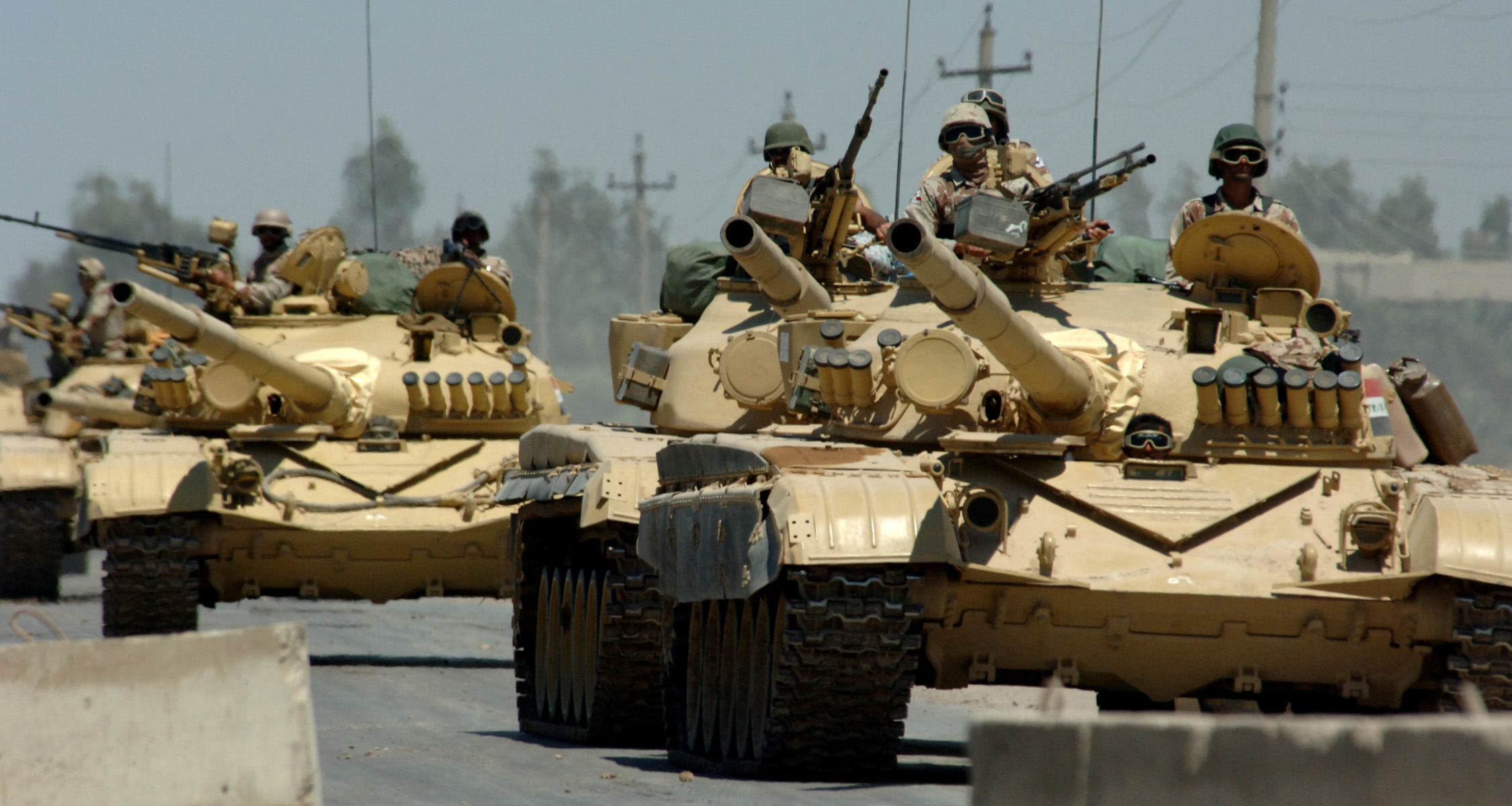
Carri di costruzione sovietica T-72 delle Forze armate irachene nel 2006.

La Parte A, Prima Sezione, dell'art. 9 stabilisce che "Le Forze armate irachene e i servizi di sicurezza saranno composti da aliquote del popolo iracheno, tenuto conto della loro proporzione numerica e rappresentativa, senza alcuna discriminazione o esclusione. Esse saranno soggette al controllo delle autorità civili, difenderanno l'Iraq, non saranno usate come strumento di oppressione del popolo iracheno, non interferiranno nelle questioni politiche, non svolgeranno alcun ruolo nel trasferimento dell'autorità". Le Parti B e C proibiscono la formazione di milizie militari al di fuori del quadro delle forze armate regolari e proibiscono che personale militare occupi posizioni politiche o che operino per il sostegno dei candidati politici. La Parte C nota espressamente che al personale militare è permesso di votare nelle elezioni previste. La Parte E esplicitamente stabilisce che il governo iracheno s'impegna a rispettare e a rafforzare gli obblighi internazionali assunti dall'Iraq per quanto attiene alla non-proliferazione, alla mancanza di sviluppo, di produzione e d'uso delle armi nucleari, chimiche e biologiche. La Sezione Seconda afferma che il servizio militare sarà regolato dalla legge.
La legislazione dell'Iraq relativa alla difesa data dall'epoca dell'Autorità Provvisoria di Coalizione (APC) del 2003-2004. La disposizione dell'APC ha istituito il nuovo Esercito Iracheno il 18 agosto 2003, e la disposizione 67 della stessa APC ha ridenominato il 21 marzo 2004 "Forze armate irachene" il nuovo dispositivo militare di difesa iracheno. In tale ottica le nuove "Forze armate irachene" sono state ampliate, fino a includere un Esercito terrestre, un'Aeronautica militare, una Forza guardacostiera, una Riserva militare e altre forze ancora.
L'Iraq non ha pubblicato alcuna rivista o altra pubblicazione cartacea dedicata alla difesa nazionale. Gran parte della politica in materia, fin dal 2003, è stata pubblicata dagli Stati Uniti.

Un obiettivo fissato dalla Coalizione multinazionale in Iraq afferma che "l'Iraq ha una forza destinata alla sicurezza in grado di mantenere l'ordine interno che impedisca che l'Iraq diventi un tranquillo rifugio per i terroristi". Per realizzare ciò, gli USA si sono assunti l'incarico di addestrare ed equipaggiare le forze di sicurezza dell'Iraq e di assicurare una graduale assunzione di responsabilità da parte di queste ultime. Nel 2010 si sono messi a fuoco almeno tre importanti obiettivi da conseguire: la soppressione delle insurrezioni armate, la soluzione dello status delle forze curde armate (Peshmerga) in relazione alle stesse Forze armate irachene e, a più lungo termine, il rafforzamento delle forze armate così che esse possano fronteggiare una minaccia esterna (leggasi tra le righe l'Iran).

## Struttura

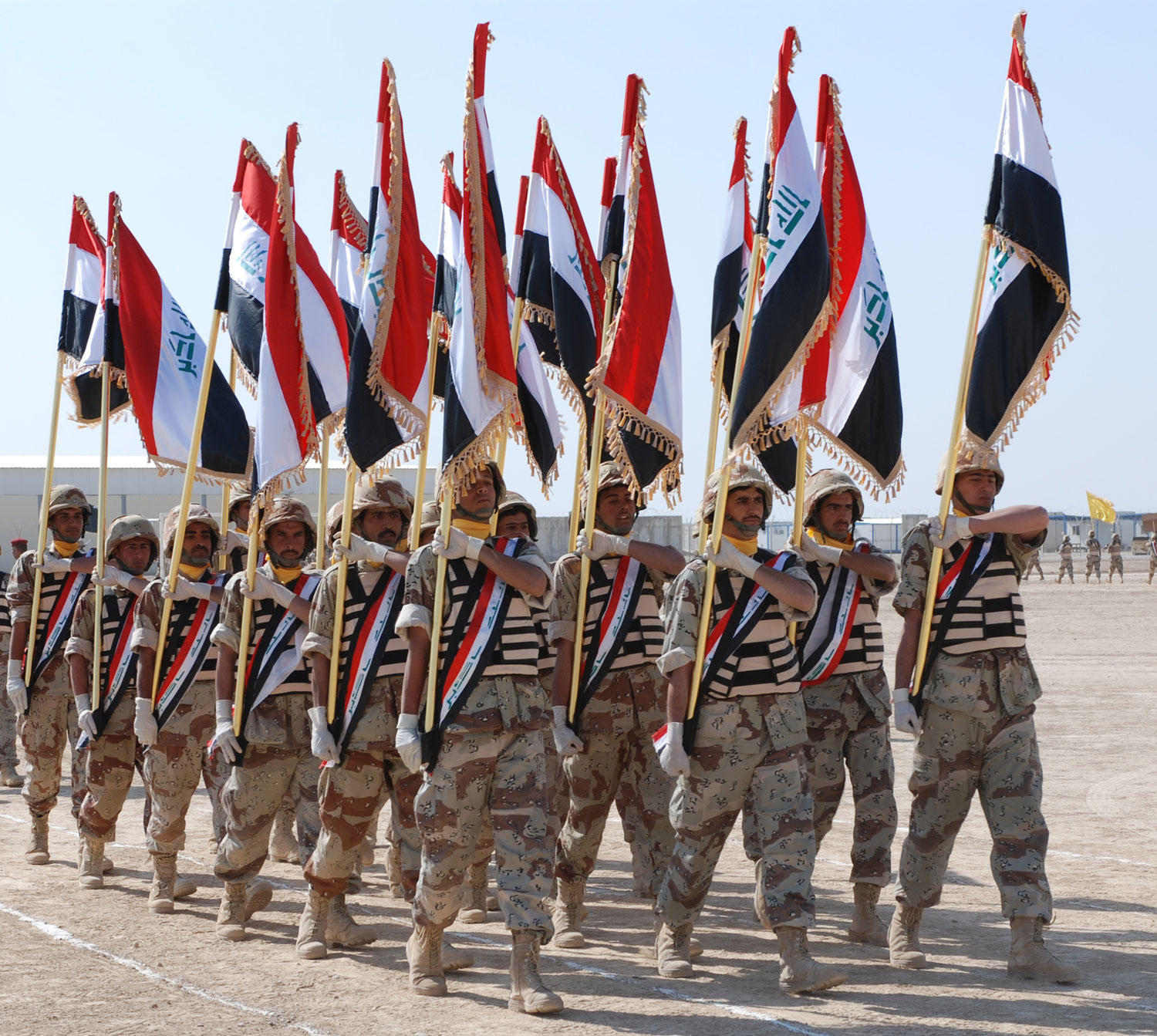
Soldati della 3ª Brigata, 14ª divisione dell'esercito, addestramento base

Le forze di sicurezza irachene sono composte da diverse forze inquadrate presso il Ministero dell'Interno e il Ministero della Difesa, come l'Ufficio antiterrorismo iracheno, riportano al primo ministro con la supervisione delle Forze per le operazioni speciali.
Le forze inquadrate presso il Ministero della Difesa sono: esercito, marina militare e aeronautica militare; il ministero gestisce anche l'Accademia di Stato maggiore e l'addestramento degli ufficiali delle diverse branche con il supporto della NATO Training Mission - Iraq. L'Accademia è stata istituita presso al-Rustamiyya il 27 settembre 2005 e si occupa dei corsi destinati al personale per i gradi che vanno da sottotenente a maggiore.
I Peshmerga, dal settembre 2009 le "Forze armate della regione del Kurdistan", sono una forza armata separata legata al Governo regionale del Kurdistan. La forza è abbastanza considerevole, gli ufficiali delle United States Forces – Iraq ritengono che il Partito Democratico del Kurdistan e l'Unione Patriottica del Kurdistan abbiano a disposizione 100.000 peshmerga ognuno. Le due divisioni sono incluse in questa figura e vi sono delle divergenze tra le autorità regionali e quelle centrali se far rientrare tale forza sotto il controllo di Baghdad.
L'intelligence militare è stata riorganizzata a partire dalla dissoluzione delle precedenti forze armate avvenuta nel 2003. Nel corso del tempo ha subito diverse interferenze politiche, nel 2009 il primo ministro al-Maliki ha allontanato il maggior generale Jamal Suleiman, direttore dell'intelligence militare, riservando a sé la delega, nello stesso periodo ha allontanato anche il direttore dell'Intelligence nazionale irachena.

### Esercito iracheno

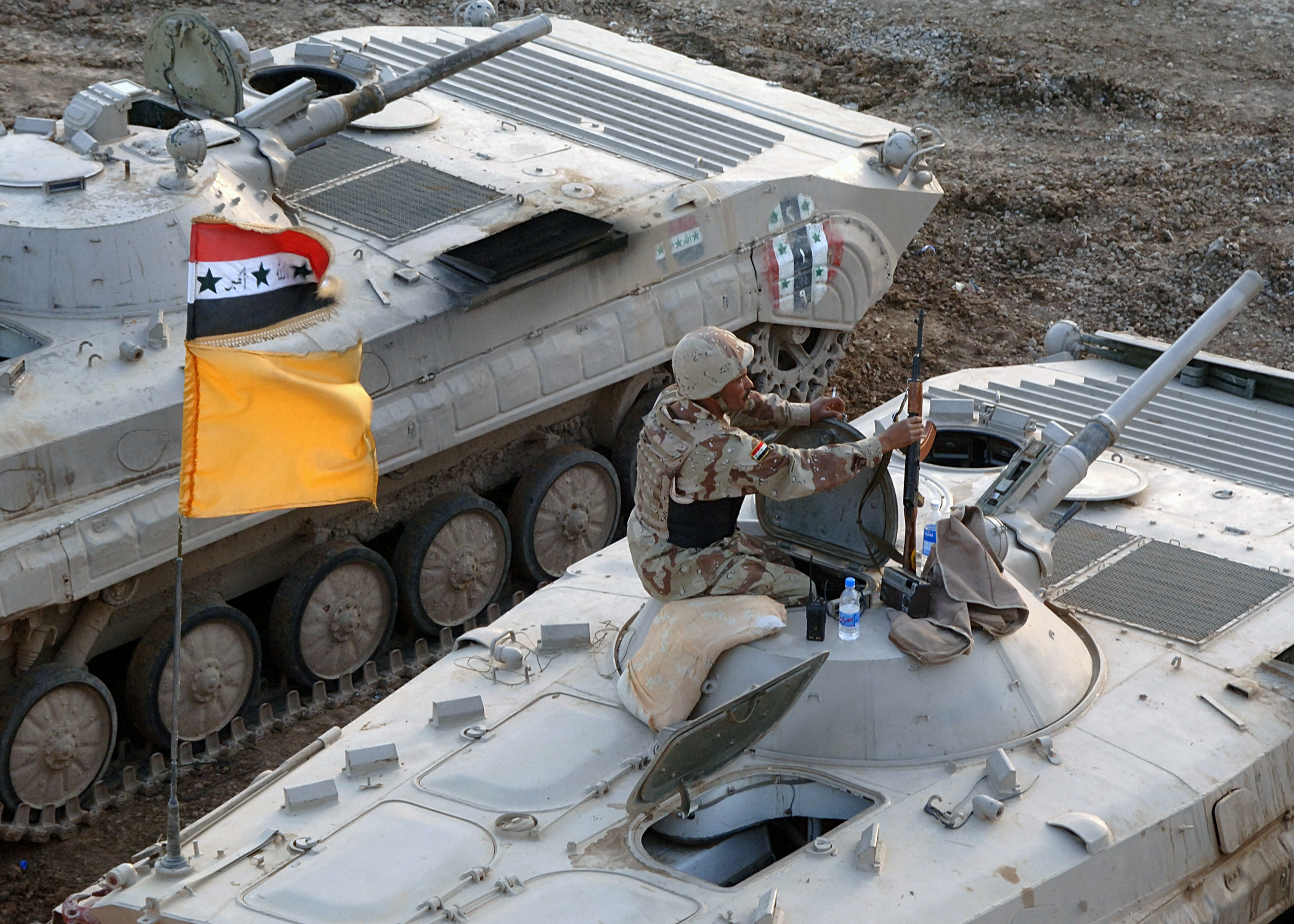
Due BMP-1s nuovi dell'esercito al checkpoint della coalizione a Tarmiya, 25 giugno 2006

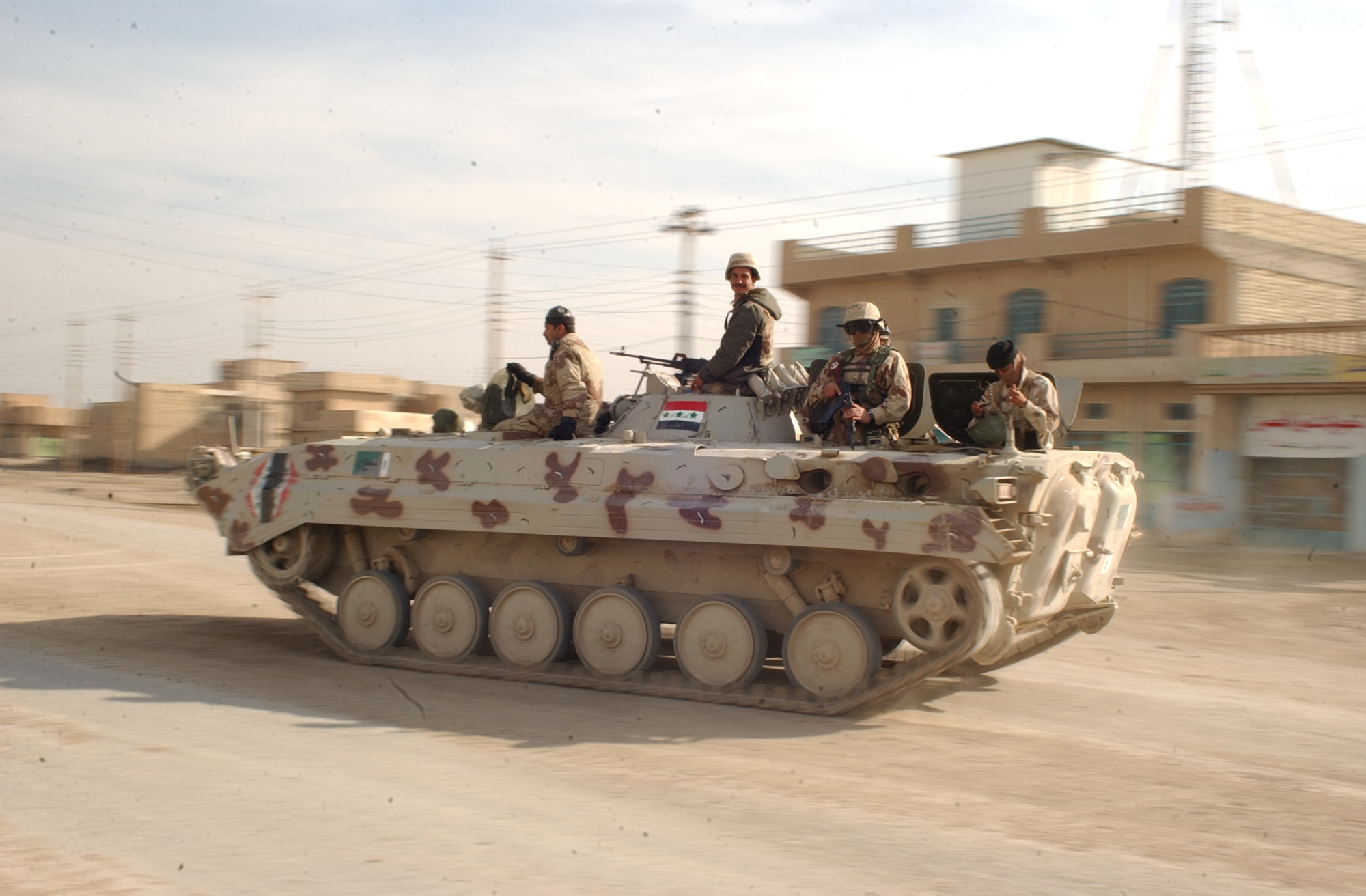
Nuovo BMP-1 dell'esercito in movimento

L'esercito iracheno rappresenta la più importante forza di contrasto ai ribelli sviluppata dal governo iracheno nel 2003-2009 con l'assistenza della forza di coalizione, soprattutto con l'aiuto statunitense. Nel novembre 2009 il piano di sviluppo della forza include 14 divisioni, ognuna delle quali conta 4 brigate.
La tattica per contrastare le forze di insurrezione prevede di fornire la sicurezza e gli altri servizi a livello locale mediante unità di fanteria a piedi; in questo modo, si ritiene, i ribelli perderanno il supporto della popolazione locale e potranno essere più facilmente sconfitti.
Le brigate di fanteria leggera sono equipaggiate con piccole armi, mitragliatrici, RPG, corazzati e veicoli blindati leggeri. Le brigate meccanizzate di fanteria sono dotate di carri armati T-54/55 veicoli BMP-1. Le forze armate ungheresi hanno donato 72 carri armati T-72 di produzione sovietica provenienti dai loro arsenali, degli specialisti ungheresi li hanno riparati e sono stati consegnati nel 2004 in condizione di battaglia. Per il periodo 2010-2013 è prevista la consegna di 280 tank M1 Abrams
L'esercito iracheno, a partire dalla sua nascita nel 1922 fino il 2003 ha patito diversi problemi, tra questi una giovane direzione tattica. Secondo Kenneth Pollack dell'Università del Nebraska, i problemi dell'esercito iracheno sono stati causati dalla perdita di competenze tecniche e da una limitata esposizione dei mezzi. Vi sono, però, anche dei notevoli punti di forza:logistica e ingegneria da combattimento. Due importanti attività di logistica si ebbero durante la guerra dello Yom Kippur, quando vennero sostenuti i corpi corazzati in Siria, e durante la guerra Iran-Iraq quando in pochi giorni vennero spostati i corpi di formazione da un capo all'altro del paese.
Sin dal 2003 la creazione di corpi da combattimento è stata la priorità, mentre il supporto logistico era fornito dalla forza di coalizione. A partire da metà 2008 i problemi logistici hanno interessato manutenzione e forniture. In ogni caso le capacità logistiche sono state sviluppate e la creazione di un sistema logistico nazionale è sulla buona strada.

### Aeronautica militare irachena

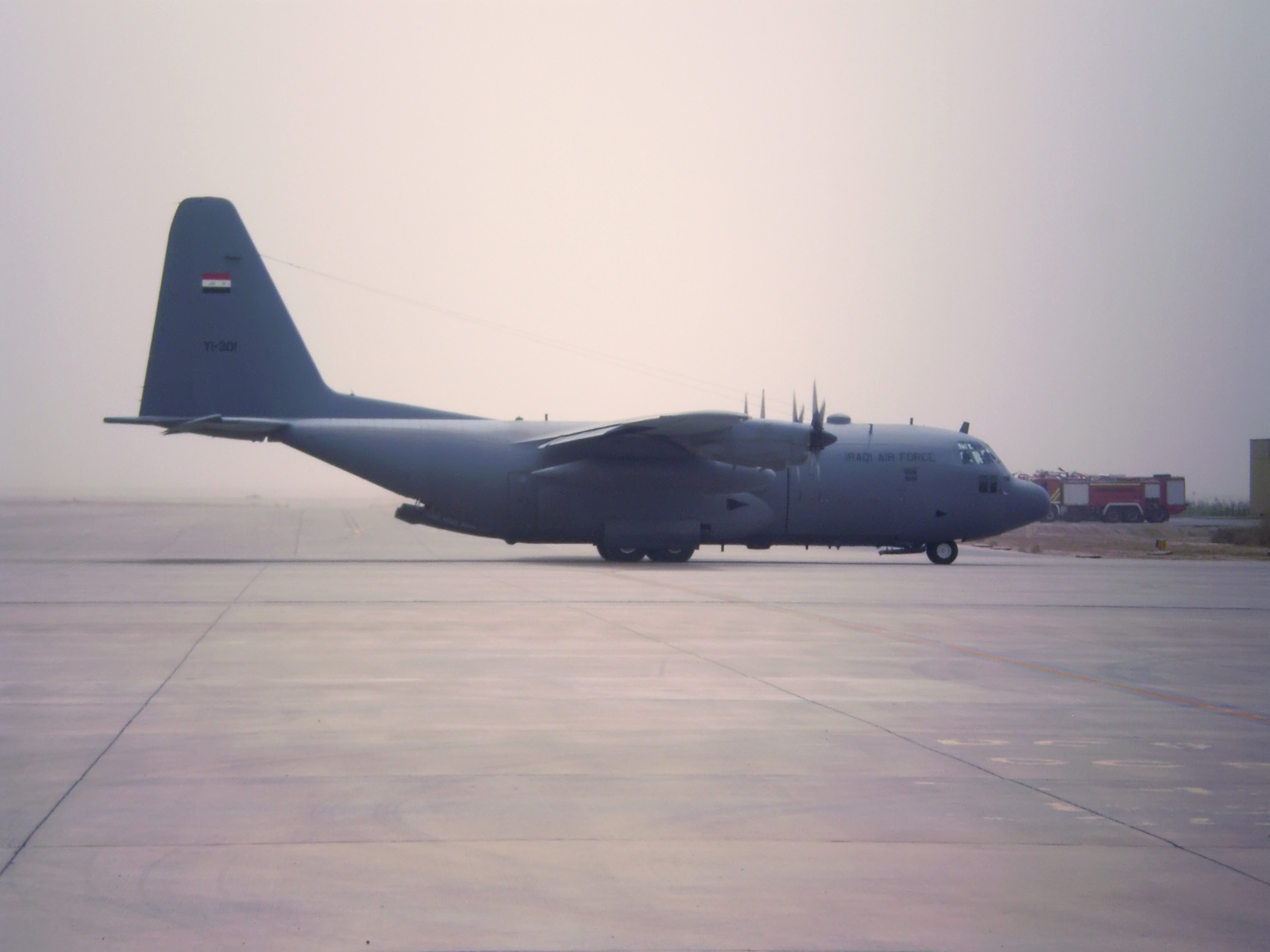
A C-130 Hercules dell'aeronautica militare irachena

L'aeronautica militare irachena ha lo scopo di appoggiare le forze di terra mediante attività di sorveglianza, ricognizione e trasporto. Due squadroni di ricognizione utilizzano aeromobili leggeri, tre squadroni elicotteri sono utilizzati per spostare truppe ed uno squadrone aerotrasportato utilizza C-130 per trasportare truppe, equipaggiamenti e forniture. L'aeronautica militare irachena conta un personale di 3.000 unità, è stato programmato di aumentarlo fino a 18.000 unità con 550 aeromobili per il 2018.

### Marina militare irachena

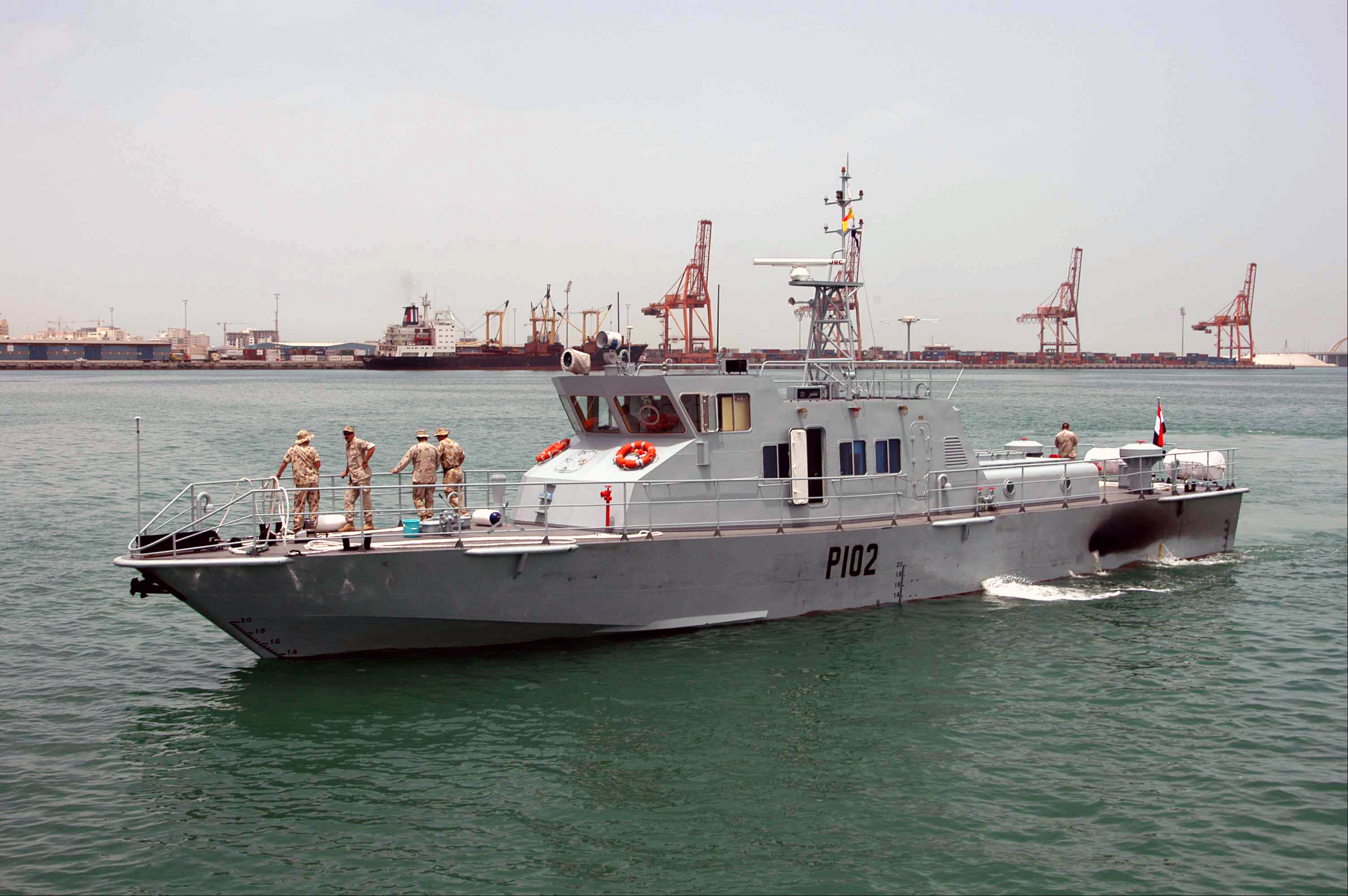
Nava pattuglia prima di essere affidata alla marina militare irachena

La marina militare irachena è una piccola forza composta da 1.500 uomini, di questi 800 sono marines, si prevede che per il 2010 si arrivi a 2.000 - 2.500 uomini. I suoi compiti riguardano la protezione delle acque costiere e di quelle interne da attacchi ribelli e garantire la sicurezza delle piattaforme petrolifere in mare aperto. La marina è dotata di 16 motovedette, 35 imbarcazioni d'assalto e 1 nave sentinella in mare aperto, in futuro si doterà di squadroni per il pattugliamento costiero e squadroni d'assalto.

### Sfide per le forze armate
I bassi livelli di sicurezza interna hanno frustrato i tentativi di costruzione di qualsiasi sistema bancario o di credito; ciò ha determinato un livello di assenteismo del 10%-20% tra le forze armate perché i soldati sono impegnati nell'attività di consegna delle paghe alle famiglie dei loro commilitoni.
Tale attività è inevitabilmente più faticosa quando l'unità è dislocata al di fuori della propria provincia e l'assenteismo, ovviamente, cresce.
Altro grave problema riguarda gli ospedali militari, tutti quelli creati durante il regime di Saddam sono stati abbandonati e saccheggiati dopo l'attacco del 2003, cosicché nell'aprile 2007 non ne era in funzione alcuno. Esiste un solo centro di protesi militare in tutto il paese e nessun servizio per l'assistenza mentale e i danni da bruciature. I soldati iracheni feriti attendono di ricevere i trattamenti dagli ospedali civili oppure, se possibile, dai centri della coalizione. Le pratiche corruttive sono favorite da una maggiore tassazione applicata agli ospedali civili e determinano maggiori costi per i soldati. Le pesante burocrazia del sistema retributivo militare fa sì che siano i soldati a sopportare spese mediche.

## Cooperazione militare internazionale
A partire dal 2003 il compito di difendere l'Iraq dagli attacchi esterni è stato assunto principalmente dalle forze armate USA. Il comando statunitense responsabile di tale attività fu all'inizio il Combined Joint Task Force 7, sostituito poi dal Multi-National Force - Iraq e attualmente è gestito dal United States Forces - Iraq (USF-I) , istituito il 1º gennaio 2010.
Lo USF-I realizzerà la ritirata dei propri mezzi e materiali a partire dal 31 dicembre 2011, il segretario alla difesa Robert Gates ha indicato la possibilità che l'Iraq possa richiedere aiuto per proteggere il proprio spazio aereo oltre il 2011. Un accordo richiederebbe, comunque, nuovi negoziati tra l'Iraq e gli Stati Uniti.
Lo U.S.-Iraq Strategic Framework Agreement stabilisce una cooperazione sul lungo termine e non ha una data di estinzione. L'accordo riguarda i settori della cultura, salute, giustizia, economia, tecnologie informatiche ma anche difesa e sicurezza. L'accordo prevede un "Iraq forte in grado di autodifendersi" ed afferma in modo esplicito che "gli Stati Uniti non possono sollecitare o richiedere basi permanenti in Iraq"
L'aeronautica militare irachena non è ancora in grado di difendere la sovranità del proprio spazio aereo, inoltre, l'esercito iracheno è addestrato e armato principalmente per la difesa interna.
Il maggior generale statunitense Tony Cucolo ha indicato l'Operazione Bright Star come un esempio per un possibile addestramento congiunto in vista di un futuro rapporto Iraq-USA sul piano militare.
Il governo iraniano si è offerto per aiutare la ricostruzione delle forze armate irachene; il ministro della difesa iracheno Saadoun al-Dulaimi ha incontrato il suo collega iraniano, il retroammiraglio Ali Shamkhani, a Teheran nel 2005 e gli iraniani si sono impegnati nel fornire assistenza.